# Theodor Bernhard Sick

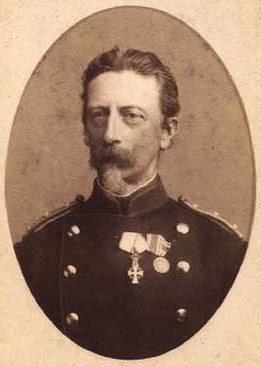
Theodor Bernhard Sick.

Theodor Bernhard Sick, född 7 november 1827 i Köpenhamn, död där 27 maj 1893, var en dansk officer och tonsättare. 
Som ung utbildade Sick sig till officer och deltog i fälttågen 1850 och 1864, då han var med i slaget vid Dybbøl som kapten i artilleriet. Han hade även ett stort intresse för musik, studerade musikteori hos Johan Christian Gebauer, var en ivrig kammarmusiker och en kompositör med avgjord, om än inte tillräckligt skolad, talang. Han efterlämnade en stor mängd kompositioner av alla slags kammarmusik, elva stråkkvartetter, tio pianotrior, 26 sonater med olika instrument, vidare bland annat kvintetter, septetter och en nonett. Vissa av dessa verk har utkommit i tryck.